# Ústní voda

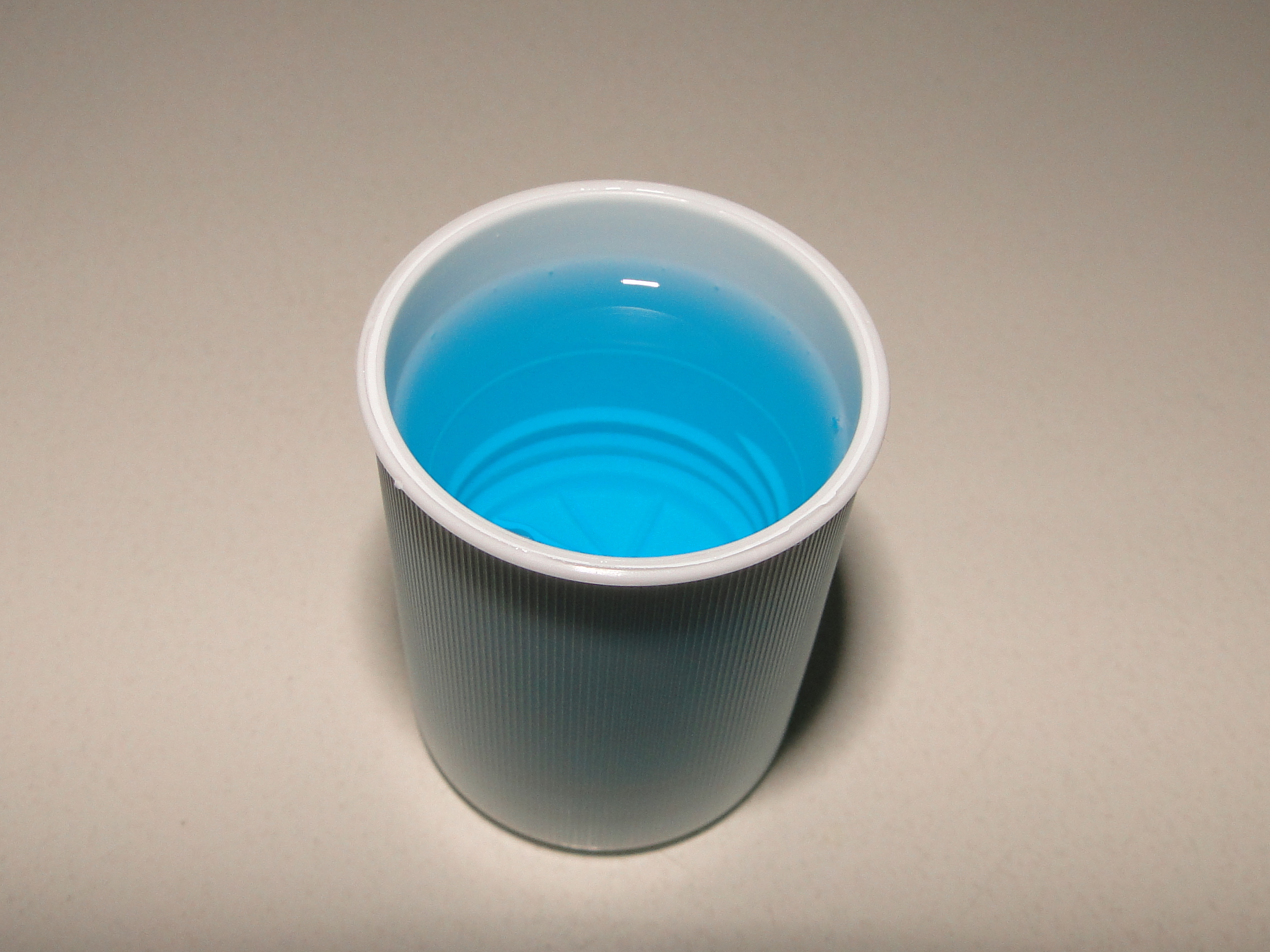
Ústní voda v kelímku

Ústní voda je voda, která se používá po vyčistění zubů zubní pastou.
Zubní kartáček se nedostane do nepřístupných prostor (mezi zuby atd.), zato ústní vody spláchnou z ústní dutiny až 60 % bakterií.[zdroj?] Proto jsou ústní vody hojně doporučovány i stomatology.
Použití ústní vody ještě před mechanickým očištěním ústní dutiny naopak není zdaleka tolik účinné, například kvůli tzv. deaktivaci.
Ústní vody jsou k dostání v různých přichutích, nejčastěji v příchuti máta, pomeranč a také fresh.